# Jorden snurrar
Jorden snurrar är ett samlingsalbum av det svenska dansbandet Wizex, släppt 1997. 

## Låtlista
1. Tycker om dig
2. Det finns inget som kärleken
3. Jag måste nå min ängel
4. Mjölnarens Iréne
5. Beatrice
6. Det där du vet
7. Va va de ja sa
8. Som en symfoni
9. Lambeth Walk
10. Hallå, hallå
11. Jorden snurrar
12. Dansa i månens sken
13. Jag kan se en ängel
14. Ingen är så underbar som du
15. Vår kärlek är het (I Won't Let You Go)
16. Det faller ett regn
17. Doktorn
18. Vi ska minnas Hucklebuck
19. Solamente
20. Älska mig

### Fotnoter
1. ↑  ”Jorden snurrar”. Svensk mediedatabas. 26 februari 1997. http://smdb.kb.se/catalog/id/001552857. Läst 22 april 2011.